# Alekseev A-90 Orlyonok
L'Alekseev A-90 Orlyonok era un ekranoplano sviluppato in Unione Sovietica negli anni settanta. È stato l'unico dei grandi ekranoplani sovietici a entrare in produzione di serie e a prestare servizio operativo. Orlyonok, Орлёнок, in lingua russa significa aquilotto.

## Storia
Questo aeromobile era stato pensato come mezzo trasporto truppe e/o sbarco e metteva a frutto l'esperienza guadagnata negli anni precedenti con i precedenti modelli. Il programma originario prevedeva la realizzazione di 120 Orlyonok, ma ne vennero realizzati solo 4, che comunque entrarono in servizio presso la marina sovietica a partire dall'ottobre 1979.
Per quanto riguarda la propulsione, l'A-90 utilizzava due turbofan nel muso, necessarie per la fase di decollo, e una turboelica sulla deriva di coda, che azionava due eliche quadripala controrotanti, per la fase di volo di crociera. Le due turboventole avevano la presa d'aria poco sotto la cabina di pilotaggio, ed erano montate inclinate verso il basso per sostenere il grosso aeromobile nella fase di decollo.
Dietro al muso era installata una torretta dotata di un cannone da 75 mm.
Mezzo comunque sperimentale, la sua carriera, durata più di un decennio, fu funestata da due incidenti. Il primo avvenne nel 1974, prima dell'entrata in servizio, durante un volo dimostrativo. L'esemplare rimase gravemente danneggiato e ne venne ricostruito lo scafo. Il secondo il 
28 agosto 1992, quando la carriera di questi mezzi era ormai al tramonto a causa del collasso dell'Unione Sovietica. L'anno successivo, a partire dall'ottobre 1993, gli A-90 furono messi a riposo e nessuno ha più volato; a tutt'oggi arrugginiscono nella loro base, un esemplare è esposto al Navy Museum di Mosca.

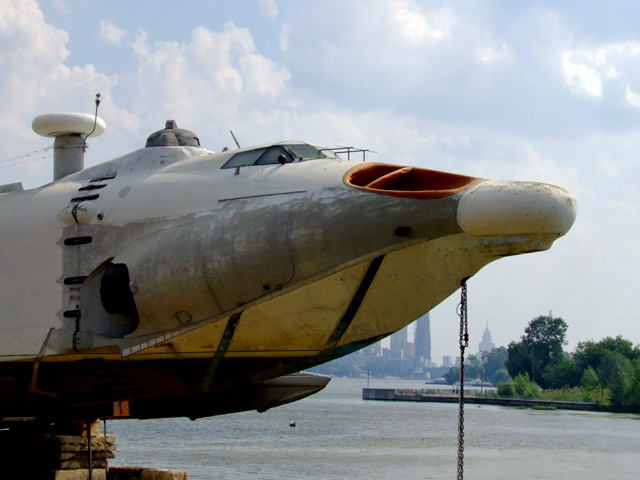
Vista della prua, si notano prese d'aria e scarico delle turboventole

Per rilanciare l'interesse verso questo mezzo, che comunque si era rivelato complessivamente affidabile, la ditta costruttrice modificò uno degli Orlyonok dotandolo di una fusoliera incernierata per agevolare le operazioni di carico e/o sbarco (nell'impiego militare). Inoltre ne propose una variante civile in tre allestimenti:
- Versione lusso da 75 posti;
- Versione normale da 150 posti;
- Versione a doppio ponte (alta densità) da 300 posti;

Nessuna delle versioni civili è stata realizzata. È comunque importante notare che il cantiere che ha realizzato gli A-90 Orlyonok e che attualmente produce aliscafi e altri tipi di imbarcazioni, li tiene ancora formalmente in listino.

## Utilizzatori
Unione Sovietica
- Voenno Morskoj Flot SSSR